# World Ecological Parties
World Ecological Parties (en français, Partis écologistes du monde) est une alliance à l'échelle mondiale de partis politiques écologistes critiques envers la mondialisation. Fondée en novembre 2003 à Mayence, l'organisation est présidée par Erida Luka.

## Objectifs
Partant des principes que « nos ressources sont limitées » et que « nous n'avons qu'une seule planète », l'alliance WEP milite pour rétablir un équilibre écologique à l'échelle mondiale. Elle souhaite réorganiser les sociétés afin de les baser sur des valeurs démocratiques, sociales, écologiques et participatives.

## Partis membres
| Pays                | Parti                                                        |
| ------------------- | ------------------------------------------------------------ |
| Albanie             | Parti vert d'Albanie (Partia e Blerte Shqiptare)             |
| Allemagne           | Parti écologiste-démocrate (Ökologisch-Demokratische Partei) |
| Canada              | Parti cosmopolite du Canada (Cosmopolitan party of Canada)   |
| République du Congo | Debout pour le Congo                                         |
| République du Congo | Sauvons le Congo                                             |
| Danemark            | Démocrates verts (da) (Grønne Demokrater)                    |
| France              | Mouvement écologiste indépendant                             |
| Grèce               | Grèce écologiste (en) (Οικολόγοι Ελλάδας)                    |
| Grèce               | Intervention écologique (en) (Οικολογική Παρέμβαση)          |
| Hongrie             | Parti social-vert hongrois (en) (Magyar Szociális Zöld Párt) |
| Kosovo              | Parti écologique du Kosovo (Partia Ekologjike e Kosoves)     |
| Pays-Bas            | Pays-Bas durables (nl) (Duurzaam Nederland)                  |
| Portugal            | Parti de la Terre (Partido da Terra)                         |
| Serbie              | Parti vert (Zelena stranka)                                  |

## Partenaires
| Pays      | Parti - Association                                                  |
| --------- | -------------------------------------------------------------------- |
| Australie | Parti pour le désarmement nucléaire (en) (Nuclear Disarmament Party) |
| Togo      | Association de secours et d'orientation Lisungi (ASOL)               |